# Antonietta (zoologia)
Antonietta Schmekel, 1966 è un genere di molluschi nudibranchi della famiglia Facelinidae.

## Tassonomia
Comprende le seguenti specie:
- Antonietta janthina Baba & Hamatani, 1977
- Antonietta luteorufa Schmekel, 1966 - specie tipo